# James Bond Theme
Pour les articles homonymes, voir James Bond (homonymie) et Thème.
Clip vidéo
[vidéo] « Dr. No - James Bond Theme - Monty Norman & John Barry », sur YouTube
[vidéo] « James Bond Theme (Moby's Re-Version) - Official video », sur YouTube
[vidéo] « Artie Shaw - Nightmare (1938) », sur YouTube
The James Bond Theme (thème de James Bond) est un standard de jazz symphonique du compositeur britannique de musique de film Monty Norman, arrangé par John Barry, qui l'enregistre en single avec son big band jazz symphonique The John Barry Seven (en) and Orchestra,, pour la musique du film James Bond 007 contre Dr No de 1962, extrait de l'album Dr. No. Il est depuis mondialement célèbre à titre d'indicatif musical emblématique de la série de films de James Bond d'EON Productions. 

## Histoire

Le compositeur de musique de film Monty Norman est invité à composer The James Bond Theme à la Jamaïque en 1962, par Albert R. Broccoli et Harry Saltzman, producteurs du film  James Bond 007 contre Dr No (1er film de la saga James Bond, décliné du roman Docteur No de Ian Fleming, de 1958, avec Sean Connery dans le rôle de James Bond. Le film est tourné dans l’île où Ian Fleming possède sa villa Goldeneye et a créé et écrit une majeure partie de ses romans d'espionnage et scénarios de films de James Bond).

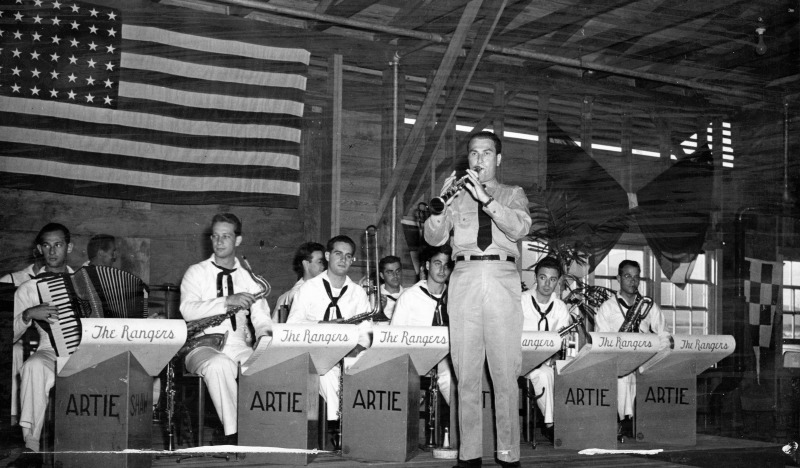
Artie Shaw et son big band jazz (1943)

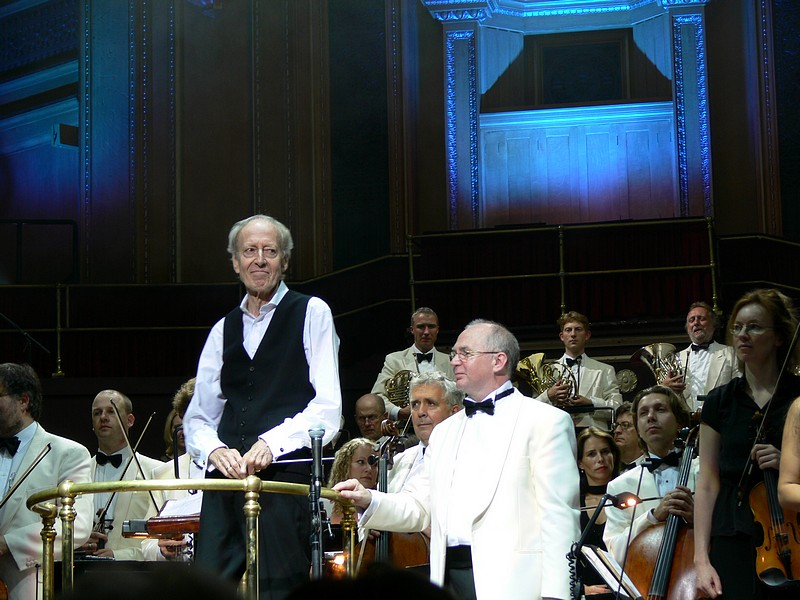
John Barry au Royal Albert Hall de Londres (2006)

Monty Norman reprend alors à la guitare électrique et au bongo, le riff musical ostinato à la fois lancinant et frénétique (à l'image de James Bond) d'une de ses précédentes compositions Bad Sign, Good Sign,, qu'il a composé pour la comédie musicale d'une communauté indienne de l’île de Trinidad des Antilles, tirée du roman Une maison pour monsieur Biswas de 1961, et inspirée de la marche funèbre de jazz funeral Nightmare (cauchemar) de 1938, d'Artie Shaw. À l'origine, les premières notes de ce thème étaient jouées au sitar dans un style traditionnel de musique indienne. Les producteurs font alors appel à John Barry pour arranger, orchestrer, et enregistrer ce thème. Ce dernier revendique ensuite, sans succès, des droits d'auteur de l'œuvre de Monty Norman. Le James Bond Theme est enregistré au CTS Studios de Londres le 21 juin 1962, par le big band jazz symphonique The John Barry Seven (en) and Orchestra, composé de Vic Flick à la guitare solo, de 5 saxophones, 9 cuivres, d'une section rythmique, et d'une détonation d'arme à feu. The James Bond Theme est repris depuis pour le générique et la musique de thème de la série de films de James Bond d'EON Productions, à titre d'indicatif musical emblématique, avec la célèbre séquence d'ouverture des films de James Bond.

## Classement
- 1962 : no 11 du UK Singles Chart des singles du Royaume-Uni[10].

## Distinction
L'enregistrement par The John Barry Seven and Orchestra en 1962 a reçu le Grammy Hall of Fame Award en 2019.

## Droits d'auteur
Monty Norman est condamné en 1962 par la justice, à une amende pour dommages et intérêts de 45 000 dollars à Artie Shaw, après la diffusion du 1er James Bond 007 contre Dr No, pour avoir copié son œuvre Nightmare de 1938, sans en avoir payé les droits d'auteurs. L'arrangeur John Barry revendique historiquement sans succès des droits d'auteur de l'œuvre du compositeur Monty Norman. Un procès en justice condamne en 2001, le journal britannique The Sunday Times, à verser 30 000 £ de dommages et intérêts à Monty Norman en rapport à un article paru en 1979, indiquant qu'il n'était pas l'auteur du James Bond Theme.

## Personnel
- Orchestre : big band jazz symphonique The John Barry Seven (en) and Orchestra
- Eric Rogers (composer) (en) : chef d'orchestre
- John Barry : arrangeur, orchestration
- Burt Rhodes : orchestration
- John Scott : saxophone
- Vic Flick : guitare

## Reprises
Ce célèbre thème instrumental est depuis adapté et arrangé pour les versions suivantes de James Bond, entre autres par Ska, The Selecter, Barry Adamson, ou Moby...
- Barry Adamson
- Art of Noise
- John Barry
- Ray Barretto
- Count Basie
- bond
- Crazy Frog
- Stanley Black
- Al Caiola
- Cannibal Corpse
- Frank Chacksfield
- Danny Davis
- Ferrante and Teicher
- Leroy Holmes
- LTJ Bukem album hommage à la saga Shaken and Stirred
- Johnny and the Hurricanes
- Ken Thorne-George Martin Orchestra (album des Beatles Help!)
- Ray Martin
- Meco
- Moby
- Hugo Montenegro
- Franck Pourcel
- Pérez Prado
- Roland Shaw
- Ed Starink
- The Skatalites
- Billy Strange
- The Ventures
- Si Zentner
- John Zorn

## Cinéma
- Depuis 1962 :  saga de films de James Bond, d'EON Productions, indicatif musical

## Quelques thèmes semblables célèbres
- 1958 : Peter Gunn Theme, de la série télévisée policière américaine Peter Gunn[14]
- 1963 : The Pink Panther Theme, des dessins animés La Panthère rose et La Panthère rose (film)[15]
- 1966 : Mission Impossible Theme, de la série télévisée d'espionnage américaine Mission impossible (série télévisée) et films Mission impossible[16].
- 1971 : Thème Amicalement vôtre, de la série télévisée Amicalement vôtre[17].